# ميكا تود
ميكا تود (بالإنجليزية: Mika Todd)‏ هي مغنية أمريكية، ولدت في 28 مايو 1984 في هونولولو في الولايات المتحدة.

## وصلات خارجية
- ميكا تود على موقع IMDb (الإنجليزية)
- ميكا تود على موقع ميوزك برينز (الإنجليزية)
- ميكا تود على موقع ديسكوغز (الإنجليزية)
- ميكا تود على موقع قاعدة بيانات الفيلم (الإنجليزية)